# Daniel Gillès
Daniel Gillès (Brugge, 7 mei 1917 - Brussel, 18 mei 1981) was een Belgisch Franstalig romanschrijver en biograaf.

## Levensloop
Baron Daniel Gillès de Pélichy, beter gekend onder zijn schrijversnaam Daniel Gillès, was een  telg uit het geslacht Gillès en de zevende van de negen kinderen van Bénédict Gillès de Pélichy en Adrienne le Bailly de Tilleghem. Hij trouwde in 1948 met Simone Lambinon (1918-2004) en ze hadden een dochter, Daniela (°1952).
Hij behaalde in 1941 zijn diploma van doctor in de rechten voor de Middenjury en hij was van 1942 tot 1944 advocaat aan de Brugse balie, als stagiair bij advocaat Joseph Schramme. In tegenstelling tot zijn oudere broer Adrien Gillès de Pelichy (1909-1979) die tijdens de oorlog schepen van Brussel en gouverneur van Brabant werd, sympathiseerde hij met het verzet, zonder nochtans actieve deelname. Na de oorlog volgde hij vooral zijn literaire ambities.
Aan het ouderlijk huis in de Geerwijnstraat werd een bescheiden plaat ter herinnering aan de schrijver ingemetseld.

## Publicaties
- Vous êtes tous poètes, Brugge, Desclée de Brouwer, 1942
- Mort-la-douce, Éd. des Artistes, 1951 (Prix Rossel)
- Jetons de présence, Paris, Julliard, 1954 (satire op de Belgische financiewereld)
- Le coupon 44, Paris, Julliard, 1956
- L'état de grâce, Parijs, Gallimard, 1958
- Tolstoï, Parijs, Julliard, 1959 (biografie)
- La Termitière, 1960, Parijs, Gallimard, (over de Congocrisis)
- Les brouillards de Bruges, Parijs, Julliard, 1962 (Brugse sleutelroman)
- D. H. Lawrence ou le puritain scandaleux, Parijs, Julliard, 1964
- Tchékhov ou le spectateur désenchanté, Parijs, Julliard, 1967 (Grand Prix de la Critique littéraire) (biografie)
- La Rouille, Parijs, Julliard, 1971 (roman)
- La Transat, un océan d'exploits, Paris, Neptune Éditions du Pen-Duick, 1976
- Le cinquième commandement, romancyclus over de periode 1939-1945:
  - Le Festival de Salzbourg, Parijs, Albin Michel, 1974 (Grand Prix Triennal du Roman).
  - Nés pour mourir, Parijs, Albin Michel, 1975
  - La Tache de sang, Parijs, Albin Michel, 1977
  - Le Spectateur brandebourgeois, Parijs, Albin Michel, 1979
  - Laurence de la nuit, Parijs, Albin Michel, 1981